# SCH-50911
SCH-50911 là một chất đối kháng GABAB chọn lọc. Các ứng dụng chính của nó là trong nghiên cứu dược lý.
SCH-50911 cũng hoạt động như một thuốc chống co giật trong điều kiện bình thường. SCH-50911 gây ra hội chứng cai cấp tính ở chuột phụ thuộc GHB, tương tự như chứng run mê sảng thấy trong cai rượu ở người và có thể làm giảm co giật ở động vật phụ thuộc GHB.